# Nekropole von Genevray

Karte von Thonon-les-Bains

Die vollständig erhaltene mittelneolithische Nekropole von Genevray in Thonon-les-Bains am Südufer des Genfersees, im Département Haute-Savoie in Frankreich ist mit einer Fläche von mehr als 26.000 m² die größte Nekropole des Mittelneolithikums in Frankreich. Sie enthält mehr als 220 Gräber, die in die Mitte des 5. Jahrtausend v. Chr. bis ins späte 4. Jahrtausend v. Chr. (4500–3300 v. Chr.) datiert werden.
In der Nekropole sind zwei Arten von Gräbern vertreten. Einmal mindestens 88 einfache, ursprünglich mit Erde gefüllte Gräber, die Holzkisten enthalten haben können. Zum anderen 132 Steinkisten, bestehend aus vier bis sechs vertikalen Platten mit einem Deckstein, manche in ansehnlichen Dimensionen. Die Steinkisten werden als Steinkisten vom Typ Chamblandes nach einem Ort bei Pully im Kanton Waadt auf der Schweizer Seite des Genfersees bezeichnet.
Viele Kisten waren mit einer kompletten Steinschicht bedeckt. Einige waren ebenerdig. In diesem Fall markieren einer oder mehrere kleine aufrechte (heute jedoch abgebrochene) Steinplatten die Stellen. Einige Platten waren mit Schälchen dekoriert und sind, als Fragmente, beim Bau der Kisten als Deck- oder Seitensteine verwendet worden. Einige wahrscheinlich zur Nekropole gehörende Blöcke und Platten wurden auf dem Boden liegend oder in Gruben gefunden, vergraben in der frühen Spätbronzezeit (1000–800 v. Chr.)
Die Toten lagen in der fötalen Position auf der linken Seite oder auf dem Rücken mit dem Kopf nach Osten. In einigen kleineren Steinkisten waren die Körper stark zusammengekauert. Die Flachgräber, von denen nur wenige ausgegraben worden sind, scheinen für Einzelbestattungen bestimmt gewesen zu sein, während in den Steinkisten Einzel-, Doppel- und Mehrfachbestattungen (bis zu sechs Personen) vorgenommen wurden. Die Beigaben bestehen in erster Linie aus Schmuck aus Knochen oder Muscheln.
Das zeitliche Einsetzen der Steinkisten muss im Detail noch ermittelt werden. In der Nekropole von Prés-de-Vidy in Lausanne auf der Schweizer Seite des Genfer Sees entsprechen die Flachgräber in der Erde der frühen Phase der Nekropole. Ob in Thonon-les-Bains gleiche Voraussetzungen bestehen, wo ein Erdgrab eine Keramik enthielt, die diese Annahme zu stützen scheint, bleibt offen.
Die Nekropole von Genevray präsentiert den Übergang von der Einzel- zur Kollektivbestattung, die sich über ganz West-, Mittel- und Nordeuropa verbreitet und monumentale Formen annimmt.